# Hamam
Hamam (arabsko حمّام, latinizirano: ḥammām, turško hamam) je vrsta parne kopeli ali kraj javnega kopanja, povezan z islamskim svetom. Je vidna značilnost kulture muslimanskega sveta, ki je bila podedovana po vzoru rimskih term. Muslimanske kopeli ali hamami so v preteklosti našli na Bližnjem vzhodu, v Severni Afriki, v Al Andaluz (islamska Španija in Portugalska), v Srednji Aziji, na Indijski podcelini in v jugovzhodni Evropi pod osmansko oblastjo. Različica muslimanske kopeli, viktorijanska turška kopel, je postala priljubljena kot terapija, metoda čiščenja in prostor za sprostitev v viktorijanski dobi, ki se je hitro razširila po Britanskem imperiju, Združenih državah Amerike in Zahodni Evropi.
V islamskih kulturah je bil pomen hamama tako verski kot državljanski: zagotavljal je potrebe obrednega umivanja, zagotavljal pa je tudi splošno higieno in služil drugim družbenim funkcijam v skupnosti, kot je zbirališče moških in žensk glede na spol. Arheološki ostanki pričajo o obstoju kopališč v islamskem svetu že v obdobju Omajadov (7.–8. stoletje), njihov pomen pa se je ohranil vse do danes. Njihova arhitektura se je razvila iz oblike rimskih in grških kopališč in je vsebovala redno zaporedje prostorov: slačilnica (apoditerium), hladna soba (frigidarium), topla soba (tepidarium) in vroča soba (caldarium). Toploto proizvajajo peči, ki zagotavljajo toplo vodo in paro, medtem ko se dim in vroč zrak odvajata po kanalih pod tlemi. Obiskovalci se slečejo, pri tem pa obdržijo zavijalno brisačo in postopoma vstopijo v vse bolj vroče prostore, kar povzroča potenje. Nato jih običajno umije moško ali žensko osebje (glede na spol obiskovalca) z milom in močnim drgnjenjem, nato pa se umijejo v topli vodi. Za razliko od rimskih ali grških kopeli so se kopalci običajno umivali s tekočo vodo, namesto da bi se potapljali v stoječo vodo; potapljanje v bazenu je bilo običajno v hamamih le nekaterih regij, kot je Iran. Čeprav so splošna načela enaka v vseh hamamih, se nekatere podrobnosti postopka in arhitekture razlikujejo od regije do regije.

## Etimologija
Beseda "hammam" (حَمَّام) je samostalnik, ki pomeni "kopanje", "kopalnica", "kopališče", "bazen" itd., in izhaja iz arabskega trikonsonantnega korena ح م م, ki daje pomene, povezane s toploto ali ogrevanjem. To je tudi koren besede al-ḥamma (الحَمَّة), kar pomeni vroč vrelec, izvor imena soseske Alfama v Lizboni. Iz arabščine حمّام je prešla v perzijščino (حمام) in od tam v turški (hamam).

## Zgodovina

### Izvor iz zgodnji razvoj
Javna kopališča so bila pomembna državljanska in urbana ustanova v rimski in helenistični kulturi in so bila najdena po vsem sredozemskem svetu. V mestih zgodnjega Bizantinskega cesarstva so ostala pomembna vse do sredine 6. stoletja, nato pa je gradnja novih kopališč nazadovala, obstoječa pa so bila v naslednjih stoletjih postopoma opuščena. Po širitvi arabske muslimanske oblasti nad večjim delom Bližnjega vzhoda in severne Afrike v 7. in 8. stoletju so nastajajoče islamske družbe hitro sprejele to institucijo za svoje potrebe. Njen pomen za muslimansko družbo je bil na koncu zagotovljen z verskimi zahtevami po izvajanju umivanja (vudu (arabsko وضوء, Wuḍūʾ; perzijsko آبدست āb-dast) in gusul (arabsko غسل‎ Ġusl) ) pred molitvijo in s splošnim islamskim poudarkom na fizični in duhovni čistosti, čeprav je učenjak Mohammed Hocine Benkheira trdil, da namene v zgodnjem islamu hamami dejansko niso bili potrebni za verske namene in da so o tem delno domnevali poznejši zgodovinarji. Trdi, da je prvotna privlačnost hamama vsaj deloma izhajala iz njegove priročnosti za druge storitve (kot je britje), iz priporočila  nekaterih muslimanskih zdravnikov kot oblike terapije in iz nenehnega popularnega spoštovanja njegovih užitkov v regiji, kjer so obstajali že stoletja. Opaža tudi, da so številni islamski učenjaki (ulema), zlasti malikitski učenjaki, sprva močno nasprotovali uporabi hamama. Ti zgodnji ulemi so menili, da hamami niso potrebni za umivanje celega telesa (gusul) in so se spraševali ali so javni kopališki prostori lahko dovolj čisti, da bi dosegli ustrezno čiščenje. Prav tako so bili zaskrbljeni, da bi prostori skupnega kopanja lahko postali prostori za nedovoljeno spolno dejavnost. Kljub temu je to nasprotovanje postopoma zbledelo in do 9. stoletja večina učenjakov ni bila več zainteresirana za razpravo o vprašanju hamama, čeprav so nanj nekateri konservativni krogi še naprej gledali s sumom.
Najzgodnejši znani islamski hamami so bili zgrajeni na območju Sirije v času Omajadskega kalifata (661–750) kot del palač in puščavskih gradov. Te primere najdemo v Qasr Amra, Hammam al-Sarah, Qasr al-Hayr al-Sharqi in v palači v Khirbat al-Majfar. Kmalu po tem obdobju so islamska kopališča arheološko potrjena v večjem delu muslimanskega sveta, pri čemer se hamami pojavljajo celo v Volubilis (nekdanja rimska kolonija) v Maroku v obdobju Idrisidov (konec 8. do zgodnje 9. stoletje). Zgodovinska besedila in arheološki dokazi kažejo tudi na obstoj hamamov v Cordobi in drugih mestih Al Andaluza v 8. stoletju. V Iranu, ki prej ni imel močne kulture javnega kopanja, zgodovinska besedila omenjajo obstoj kopališč v 10. stoletju, pa tudi uporabo toplih vrelcev v terapevtske namene; vendar je bilo relativno malo arheoloških raziskav, ki bi dokumentirale zgodnjo prisotnost in razvoj hamamov v tej regiji.
Muslimani so ohranili številne glavne elemente klasičnih kopališč, medtem ko so izpustili druge funkcije, ki so bile manj pomembne za njihove prakse. Na primer, napredovanje iz hladne v toplo sobo se je ohranilo, vendar ni bilo več običajna praksa, da bi se potopili v mrzlo vodo po izstopu iz vroče sobe, niti ni bila v kopalno kulturo vključena vadba, kot je bila v klasičnih gimnazijih namesto potapljanja v bazen. Čeprav v zgodnji islamski zgodovini ženske običajno niso uporabljale hamamov, je okoli 10. stoletja v mnogih krajih postala običajna praksa zagotavljanja ločenih ur (ali ločenih objektov) za moške in ženske. To je omogočilo, da je hamam pridobil pomembno vlogo v družbenem življenju žensk kot enega redkih javnih prostorov, kjer so se lahko zbirale in družile stran od moških. Hamami so bili bodisi v zasebni lasti in integrirani v palače in dvorce, a so v mnogih primerih delovali kot državljanske ali dobrodelne ustanove, ki so bile del večjega verskega/državljanskega kompleksa. Takšni kompleksi so bili urejeni z vakufskimi sporazumi, hamami pa so pogosto služili kot vir prihodkov za vzdrževanje drugih institucij, kot so mošeje.

### Poznejši razvoj
V 11. stoletju je Seldžuško cesarstvo osvojilo velik del Anatolije od Bizantinskega cesarstva, kar je v 15. stoletju pripeljalo do popolne osvojitve ostankov starega cesarstva. V teh stoletjih vojne, miru, zavezništva, trgovine in konkurence so imele te mešane kulture (vzhodnorimska, islamska perzijska in turška) ogromen vpliv druga na drugo. Kasnejši Osmani so postali verni zagovorniki hamamov. Ker so bili tako socialni centri kot tudi kopališča, so bili zgrajeni v skoraj vsakem mestu na njihovem evropskem, azijskem in afriškem ozemlju. Osmani so bili tako odgovorni za uvedbo hamama po večjem delu vzhodne in srednje Evrope, kjer mnogi še danes obstajajo v različnih stanjih obnove ali propadanja. Takšne turške kopeli najdemo vse do Grčije in Madžarske.[21][22][23] Številni zgodnji osmanski hamami so preživeli v Bursi in Odrinu, pa tudi v Vzhodni Evropi in Anatoliji, postali pa so še bolj številni in arhitekturno ambiciozni v Konstantinoplu (sodobni Carigrad), zahvaljujoč kraljevemu pokroviteljstvu in dostopu do obilne vode.[24] Zgodovinsko grški prebivalci mesta so ohranili močno vzhodnorimsko kopališko kulturo, glavni zgodnejši primer pa so bile terme Zeuxippus.[25] Osmanski arhitekti so razširili izkušnje prejšnjih bizantinskih arhitektov, da bi ustvarili posebej dobro uravnotežene zasnove z večjo simetrijo in pravilnostjo v razporeditvi prostora, kot jih vidimo v hamamih iz drugih delov muslimanskega sveta. Nekateri najstarejši monumentalni hamami v mestu so Tahtakale Hamam (verjetno zgrajen takoj po letu 1454), Mahmut Pasha Hamam (zgrajen leta 1466) in Hamam Bayezida II. (zgrajen med 1500 in 1507). Med pomembnejšimi primeri so monumentalni hamami, ki jih je zasnoval osmanski arhitekt iz 16. stoletja Mimar Sinan (1489–1588), kot so Çemberlitaş Hamamı, Süleymaniye Hamam (v kompleksu mošeje Sulejmanije) in Haseki Hürrem Sultan Hamam. ki so bili zgrajeni kasneje v dobi klasične osmanske arhitekture. Ko je sultan Mustafa III. leta 1768 izdal odlok o ustavitvi gradnje novih javnih kopališč v mestu, se zdi, da je to povzročilo povečanje števila zasebnih hamamov med bogatimi in elitami, zlasti v rastočih predmestjih ob Bosporju, kjer so gradili svoje udobne domove.
V Iranu so številni bogati primeri hamamov preživeli iz obdobja Safavidov (16.–18. stoletja) in pozneje, zlasti zgodovinsko mesto Isfahan vsebuje veliko primerov. Širjenje muslimanske vladavine na Indijsko podcelino je v to regijo uvedlo tudi hamame, pri čemer so številni primeri preživeli v mogulski arhitekturi (16.–19. stoletja).[26]

### Sodobnost
Hamami so bili pomemben del urbanega življenja v muslimanskem svetu vse do začetka 20. stoletja, nato pa so, zaradi širjenja vodovodov v zasebnih domovih, javna kopališča postala nepotrebna za higieno. To je povzročilo splošen upad njihove uporabe – čeprav v različni meri, odvisno od regionalnih kulturnih praks. V mnogih regijah so bili hamami bodisi zapuščeni, porušeni ali spremenjeni v druge namene, kot so poslovne stavbe ali kulturna prizorišča. Nekateri so bili preurejeni v muzeje ali umetniške galerije, kot sta primera Hamam Bayezida II. v Carigradu in Davud Paša (ali Daut Paša) Hamam v Skopju v Severni Makedoniji.
V Turčiji številni zgodovinski hamami še naprej delujejo tako za domačine kot za turiste, kar je v nekaterih primerih privedlo do tega, da so bili zanemarjeni zgodovinski hamami obnovljeni in vrnjeni v prvotno funkcijo, drugi pa so bili opuščeni ali preurejeni. V Maroku številni hamami v zgodovinskih mestih še naprej delujejo za domačine, kot sta Fes in Marakeš, kjer so še posebej uporabni za urbane reveže, ki prebivajo v starih mestih (medinah). V mnogih drugih regijah pa so hamami zastareli in so bili bodisi opuščeni ali spremenjeni v druge namene. V Iranu nekatere kopališča v zgodovinskih okrožjih mest še naprej delujejo; na primer v Isfahanu, kjer še naprej opravljajo verske funkcije, vendar se njihovo število na splošno zmanjšuje. Številni preživeli iranski primeri so bili spremenjeni v druge namene, predvsem kot restavracije in čajnice. V Damasku v Siriji je leta 2004 delovalo le 13 hamamov, večinoma v starem mestnem jedru, številni drugi pa so bili bodisi porušeni ali preurejeni. Kairo je imel v začetku 19. stoletja približno 77 delujočih hamamov, vendar jih je na začetku 21. stoletja delovalo le še 8, številni drugi pa so bili zapuščeni ali zanemarjeni. Na nekdanjih evropskih ozemljih Osmanskega cesarstva, kot sta Grčija in Balkan, so mnogi hamami ugasnili in so v sodobnem času doživeli obdobje zanemarjanja; mnogi so bili pred kratkim obnovljeni in spremenjeni v zgodovinske spomenike ali kulturna središča.

## Javna kopališča v islamskem svetu
Eden od petih stebrov islama je molitev. Običajno se pred molitvijo opravi umivanje. Dve islamski obliki umivanja sta: gusul, čiščenje celega telesa in vudu, čiščenje obraza, rok in nog. V odsotnosti vode je dovoljeno tudi čiščenje s čisto zemljo ali peskom. Mošeje vedno nudijo prostor za umivanje, pogosto pa so v bližini  hamami za tiste, ki želijo opraviti globlje čiščenje.
Hamami, zlasti v Maroku, so se razvili iz rimskih korenin, da bi se prilagodili potrebam obrednega čiščenja v skladu z islamom. Tako v večini hamamov v rimskem slogu najdemo hladen bazen za popolno potopitev telesa. Slog kopanja je v islamski veri manj zaželen, ki se ji zdi bolj primerno kopanje pod tekočo vodo.
Al-Gazali, ugledni muslimanski teolog, ki je pisal v 11. stoletju, je napisal  Oživitev verskih znanosti (arabsko إحياء علوم الدين‎ Iḥyā′ ‘Ulūm al-Dīn), delo v več zvezkih o pravilnih oblikah vedenja za številne vidike muslimanskega življenja in smrti. Eden od zvezkov z naslovom Skrivnosti čistosti podrobno opisuje pravilno tehniko umivanja pred molitvijo in večjega umivanja (gusul) po vsem, kar je potrebno, kot je oddajanje sperme. Za Al-Ghazalija je hamam predvsem moška izkušnja in opozarja, da morajo ženske vstopiti v hamam šele po porodu ali bolezni. Tudi takrat Al-Gazali meni, da je dopustno, da moški svojim ženam ali sestram prepovejo uporabo hamama. Po Al-Ghazalijevi oceni je glavna sporna točka v zvezi s hamami golota. V svojem delu opozarja, da se je treba izogibati odkriti goloti. »... zaščititi se mora pred pogledi drugih in drugič, varovati se pred dotikom drugih.« V svojem pisanju se obširno osredotoča na izogibanje dotikanju penisa med kopanjem in po uriniranju. Piše, da je golota spodobna le, če je pri moškem skrit predel med koleni in spodnjim delom trebuha. Za ženske je primerna izpostavljenost le obraza in dlani. Po mnenju Al-Gazalija bi lahko razširjenost golote v hamamu spodbudila nespodobne misli ali vedenje, zato je to sporen prostor. Ritualno umivanje je potrebno tudi pred ali po spolnem odnosu. Zavedajoč se tega, May Telmissany, profesorica na Univerzi v Ottawi, trdi, da je podoba hiperseksualizirane ženske, ki zapušča hamam, orientalistična perspektiva, ki vidi odhod ali obisk hamama kot znak izjemnega spolnega vedenja.

## Načini kopanja in storitve
Običajni običaji hamama zahtevajo, da se obiskovalci slečejo, vendar obdržijo brisačo okoli osramja, nato pa postopoma preidejo iz hladne sobe v vse bolj vroče prostore, kar povzroča znojenje. Nato jih običajno umije moško ali žensko osebje (glede na spol obiskovalca) z uporabo mila in močnim drgnjenjem, nato pa se umijejo v topli vodi. Čeprav so splošna načela enaka v večini hamamov, se nekatere podrobnosti postopka razlikujejo od regije do regije, na primer prisotnost ali odsotnost bazenov, kjer se obiskovalci lahko potopijo v vodo.
Hamam, tako kot njegovi predhodniki, ni izključno za moške. Hamam kompleksi pogosto vsebujejo ločene prostore za moške in ženske; ali pa so moški in ženske sprejeti ob ločenih urah. Velikokrat so postali kraji zabave (kot so ples in hrana, zlasti v ženskih prostorih) in slovesnosti, na primer pred poroko, velikimi prazniki, praznovanjem novorojenčkov, lepotnimi izleti.
V sodobnih hamamah je preživelih več dodatkov iz rimskih časov, kot so peştemal (posebna tkanina iz svile in/ali bombaža za pokrivanje telesa, kot je pareo), nalın (lesene cokle, ki preprečujejo drsenje po mokrih tleh), kese (groba rokavica za masažo) in včasih škatle za dragulje, pozlačene škatle za milo, ogledala, sklede s kano in stekleničke za parfume.
Tradicionalno so bili maserji v kopališčih, v turščini tellak, mladeniči, ki so pomagali umivati stranke z milom in drgnjenjem po telesu. Po porazu in razkosanju Osmanskega cesarstva v zgodnjem 20. stoletju so vlogo dečkov zapolnili odrasli spremljevalci.

### Masaža
Masaža v turških kopelih ne vključuje le močnega gnetenja mišic, temveč tudi pokanje sklepov, »ne toliko nežnega dela z mesom kot udarjanje, pokanje sklepov, zvijanje okončin«.

## Arhitektura

### Splošna zasnova
Hamam združuje funkcionalnost in strukturne elemente svojih predhodnikov v rimskih termah z islamsko tradicijo parne kopeli, obrednega čiščenja in spoštovanja vode. Poleg ponovne uporabe grških in rimskih kopališč so bila islamska kopališča pogosto zgrajena kot prizidek mošeji, ki so bile del večjih kompleksov, in so delovali kot skupnostna središča in bogoslužne hiše.
Čeprav so se v različnih regijah in obdobjih razlikovali, so bili splošni načrt in arhitekturna načela hamama podobni. Sestavljeni so iz rednega zaporedja prostorov, ki so jih kopalci obiskovali v določenem vrstnem redu: garderoba ali slačilnica (kar ustreza rimskemu apoditeriju), hladna doba (kot rimski frigidarij), topla soba (kot tepidarij) in vroča soba (kot je kaldarij). Terminologija za te različne sobe se je od regije do regije razlikovala. Slačilnica je bila splošno znana kot al-mašlaḥ ali al-maslak v arabščini ali z lokalnimi izrazi, kot sta goulsa v Fesu (Maroko) in maḥras v Tuniziji, medtem ko je bila znana kot camekân v turščini in sarbineh v perzijščini. Hladna soba je bila znana kot bayt al-barid v Al Andaluzu, el-barrani v Fesu, bayt awwal v Kairu in soğukluk v turščini. Topla soba ali vmesna soba je bila znana kot bayt al-wastani v Al Andaluzu in mnogih drugih regijah, kot el-wasti v Fesu, kot bīt əs-skhūn v Tunisu in kot ılıklık v turščini. Vroča soba se je imenovala bayt al-sakhun v Al Andaluzu, ad-dakhli v Fesu, harara v Kairu, garmkaneh v perzijščini in hararet ali sıcaklık v turščini.
Ti glavni prostori hamama so običajno pokriti z obokanimi ali kupolastimi stropi, kar jim daje značilen profil na mestnem obzorju. Kupole in oboki parnih kopeli (zlasti vroče sobe) so značilni po tem, da so prebodeni z majhnimi luknjami ali strešnimi okni, ki so zagotavljala naravno osvetlitev podnevi in omogočala uhajanje odvečne pare. Strop in stene so obložene s paroodpornimi materiali, kot je glaziran omet ali (za spodnje stene in tla) marmor. Predverje ali garderoba je običajno ena izmed najbolj okrašenih prostorov kompleksa, pogosto ima osrednji vodnjak in je opremljena s klopmi. V osmanskih kopališčih je bila garderoba obkrožena z večnadstropnimi lesenimi galerijami, ki so omogočale dostop do manjših prostorov za preoblačenje. Toaletni prostori ali stranišča so bili zgodovinsko pogosto vključeni na kateri koli dostopni lokaciji v kompleksu.
Večina zgodovinskih hamamov je za ogrevanje uporabljala neko različico ali izpeljavo rimskega hipokavstnega sistema. Peč ali niz peči je bil nameščen v servisni sobi za stenami tople sobe in postavljen nižje kot parne sobe. Peči so služile za ogrevanje vode (običajno v velikem kotlu nad pečjo), ki so jo nato dovajali v parne sobe. Hkrati se je vroč zrak in dim iz peči odvajal po ceveh ali kanalih pod tlemi parnih prostorov in tako ogreval prostore, preden se je dvignil skozi stene in ven preko dimnikov. Ker je bila topla voda nenehno potrebna, so gorele ves čas delovanja. Čeprav je bil les za gorivo običajno uporabljen les, so nekateri hamami, kot so tisti v Maroku in Damasku, uporabljali tudi reciklirane organske materiale iz drugih industrij, kot so lesni ostružki iz mizarskih delavnic in oljčne koščice iz stiskalnic za oljke.

### Različice
Regionalne razlike v arhitekturi hamama se običajno nanašajo na relativna razmerja vsake sobe ali na odsotnost ene vrste sobe. V Magrebu in zlasti v Al Andaluzu je bila največja in najpomembnejša parna soba običajno topla soba (al-wastani). Eden bolj drastičnih primerov tega so arabske kopeli v Jaénu, kjer je topla soba tako velika kot hladna in topla soba skupaj, verjetno zato, ker je bil prostor uporabljen tudi za masaže telesa in druge storitve. Tudi garderoba je bila precej velika in je bila običajno edini prostor, ki je imel kakršen koli pomemben arhitekturni okras.
V osmanskih kopališčih je hladna soba na splošno izpuščena ali združena z garderobo (znana kot camekân ali sojunmalık). Ta soba je pogosto največja kupolasta soba v kompleksu, zato je bil prehod med kupolo in kvadratno sobo pogosto izveden s pendantivi, turškimi trikotniki ali okrasnimi muqarnas. Ta soba ima običajno osrednji vodnjak (shadirvan) in je obkrožena z lesenimi galerijami. Uporablja se tudi kot prostor za sprostitev, pijačo (čaj, kava ali šerbet) in druženje pred in po kopanju.  V nasprotju s hamami v Al Andaluzu ali Magrebu je bila topla soba (ılıklık) arhitekturno nepoudarjena in bi lahko bila le malo več kot prehodni prostor med hladnim in toplim prostorom. Vroča soba pa je bila še en del kompleksa, ki je bil pogosto v središču arhitekturnih okraskov. Njena postavitev je bila običajno sestavljena iz osrednjega kupolastega prostora, obkroženega z do štirimi ivani, ki tvorijo križno postavitev. Vogale med temi ivani pogosto zasedajo manjše kupolaste sobe, halvets, ki so bile uporabljene za zasebno kopanje. V njenem središču je običajno velika ogrevana marmorna miza (göbek taşı), na kateri ležijo udeleženci.
V Egiptu in Iranu je v središču vroče sobe običajno prisoten skupni bazen ali bazen s toplo vodo, kamor bi se kopalci nekajkrat potopili, kar je bilo redko. Za iransko arhitekturo hamama je bila značilna tudi poliedrska oblika prostorov (včasih pravokotnih, pogosto pa osemkotnih ali šestkotnih), pokritih s kupolo z osrednjim strešnim oknom. Iranska vroča soba (garmkaneh) je bila v nekaterih primerih razdeljena na več prostorov: veliko glavno z osrednjim bazenom (chal howz) in manjše, ki so lahko služile za individualno umivanje ali pa so bile uporabljene kot zasebne sobe za posebne goste.
Nekateri hamami so bili "podvojeni", saj so imeli ločene prostore za ženske in moške. Številni večji carigrajski hamami so bili takšni, vključno z Hamamom Bayezida II. in Haseki Hürrem Sultan Hamam. Hamam Saffarin v Fesu je še en primer, čeprav to ni bilo značilno za večino zgodovinskih hamamov v Maroku. V drugih primerih je en sam sklop objektov običajno deloval v različnih urah za moške in ženske.
- Aquae Flavianae, danes znana kot Hammam Essalihine, rimska kopel iz poznega 1. stoletja v Khencheli v Alžiriji]
- Obokane komore omajadskega kopališča v Qasr Amra, prekrite s freskami v poznorimskem ali bizantinskem slogu (7. ali 8. stoletje)
- Ostanki hamama v Citadeli v Alepu v Siriji (c. 1200)
- Obokan strop hamama v Alcázarju iz obdobja Almohad v Jerez de la Frontera, Španija (12. stoletje)
- Soba v Baños del Almirante, zgodovinskem andaluzijskem kopališču v Valenciji, Španija (c. 1320)
- Notranjost Mahmut Paša Hamama v Carigradu (1476)
- Muqarnas okras okoli kupol Davud Paša Hamama iz osmanske dobe v Skopju, Severna Makedonija (konec 15. st.)
- Hamam Yalbugha v Alepu, Sirija (1491)
- Prenovljena notranjost kopališča Haseki Hurrem Sultan (16. stoletje)
- Pogled s strehe na kupole Hamama sultana Amirja Ahmeda v Kašanu v Iranu (16. stoletje)
- Freskana/poslikana dekoracija v hamamu iz časa vladavine šaha Abasa I. v Mašhadu v Iranu (16. ali 17. stoletje)
- Primer prebodene kupole v hamamu v Manduju v Indiji
- Hamam palače Shahi Qila v Burhanpurju v Indiji (17. stoletje)
- Vodnjak v Ibrahim Sirag el-Din Hamamu v Samannūdu v Egiptu (18. stoletje)
- Notranjost Ali Gholi Agha Hammama v Isfahanu v Iranu (zgodnje 18. stoletje)
- Sodoben hotelski hamam, ki skrbi za turiste v Carigradu

## Turška kopel v umetnosti
V zgodovinskem muslimanskem svetu so se hamami pojavljali v nekaterih umetniških upodobitvah, kot so perzijske miniature, vključno z delom Kamāla ud-Dīna Behzāda.
- Prizor v kopalnici, Kamāl ud-Dīna Behzād, 1495
- Ženska kopel, ilustracija iz knjige Zanan-Name Huseina Fâzıl-i Enderunija, 18. stoletje

V zahodni umetnosti, zlasti v kontekstu orientalizma 19. stoletja, je hamam pogosto prikazan kot kraj spolne ohlapnosti, dezinhibicije in skrivnosti. Te orientalistične ideje slikajo Arabce ali Turke kot mistične in čutne, brez morale v primerjavi z njihovimi zahodnimi kolegi. Znana slika Jean Auguste Dominique Ingresa, Le Bain Turc (Turška kopel), prikazuje te prostore kot čarobne in seksualne. Več žensk se čutno dotika sebe ali druga drugo, medtem ko nekatere plešejo ob glasbi, ki jo igra ženska v središču slike.
- Jean Auguste Dominique Ingres: Turška kopel, 1862 (Louvre, Pariz)
- Le Hamam, Jean-Léon Gérôme, 1870
- Baigneuses, Jean-Léon Gérôme, ok. 1889
- Après le bain, Jean-Léon Gérôme